# Спагетено дърво
Мистификацията със спагетеното дърво е първоаприлска шега, разпространена от BBC в триминутен репортаж на 1 април 1957 г.
В репортажа се разказва за семейство в Южна Швейцария, берящо спагети от фиктивното Спагетено дърво. Материалът е излъчен по време, в което спагетите не са придобили популярност в Обединеното кралство и много британци не са наясно в това, че спагети се правят от брашно и вода. Много зрители звънят на BBC, за да обяснят, че историята е неистинска, или да поискат информация как да отгледат собствено спагетено дърво. Десетилетия по-късно CNN определя репортажа като „най-голямата мистификация, която порядъчна медия е излъчвала“.

## Репортаж
Чарлс де Ягер, оператор на програма Панорама по BBC, по която е излъчен репортажът, разказвал как преподаватели от неговото училище в Австрия се заяждали със съучениците му, казвайки, че са толкова глупави, че биха повярвали, че спагетите растат по дърветата.
Това била основата на репортажа, излъчен на 1 април 1957 година. В него е показано семейство от кантона Тичино в Южна Швейцария, обиращо богата реколта от спагети, след мека зима и при „почти пълното отсъствие на спагетения житоядец“. Показани са снимки от „традиционния“ фестивал, свързан със спагетобера, както и дискусия за това как да се развъждат спагетите, включително кои сортове дават оптимална дължина. Някои сцени са заснети в днес затворената макаронена фабрика Паста фуудс на Лъндън роуд, Сейнт Олбанс (графство Хартфордшър), както и в хотел в Кастилионе, Швейцария.
Репортажът придобил още по-голяма достоверност, когато уважаваният говорител Ричард Димбълби се появил като глас зад кадър. Макаронените изделия не били част от кухнята на средностатистическия англичанин през 1950-те години: консервираните спагети в доматен сос са екзотичен деликатес по това време.
По това време във Великобритания имало около 7 милиона телевизионни приемника за около 15,8 милиона домакинства. Според оценките, репортажът е бил гледан от около 8 милиона души на 1 април. Стотици се обадили в редакцията на следващия ден, за да оспорят автентичността на репортажа или да поискат допълнителна информация как да отгледат собствено спагетено дърво. От BBC казват, че са отговаряли: „Сложете спагетена издънка в консерва с доматен сос и се надявайте на успех“.
През 2000 г. на погребението на Ягер Ян Джейкъб, тогава главен директор на BBC, казва на Ленард Миол, също от BBC:
| „          | Когато видях този репортаж, казах на жена си: „Не мисля, че спагетите растат по дърветата“ и погледнахме в Енциклопедия Британика. Но, знаеш ли, Миол, в Енциклопедия Британика дори не се говори за спагети. | “ |
| Ян Джейкъб | |   |

„“